# Winnipeg Victorias
Winnipeg Victorias byl amatérský kanadský klub ledního hokeje, který sídlil ve Winnipegu v provincii Manitoba. V letech 1892–1906 působil v amatérské soutěži Manitoba Hockey Association. Klubové barvy byly červená a žlutá. Založen byl v roce 1889 jako jeden z prvních klubů ledního hokeje v Manitobě. Victorias se zúčastnily celkem osmi zápasů o Stanley Cup, pouze tři z nich dopadly pro "viktoriány" úspěchem.

## Úspěchy
- Vítěz Stanley Cupu ( 3× )
  - 1896 (únor), 1901, 1902 (leden)

## Galerie

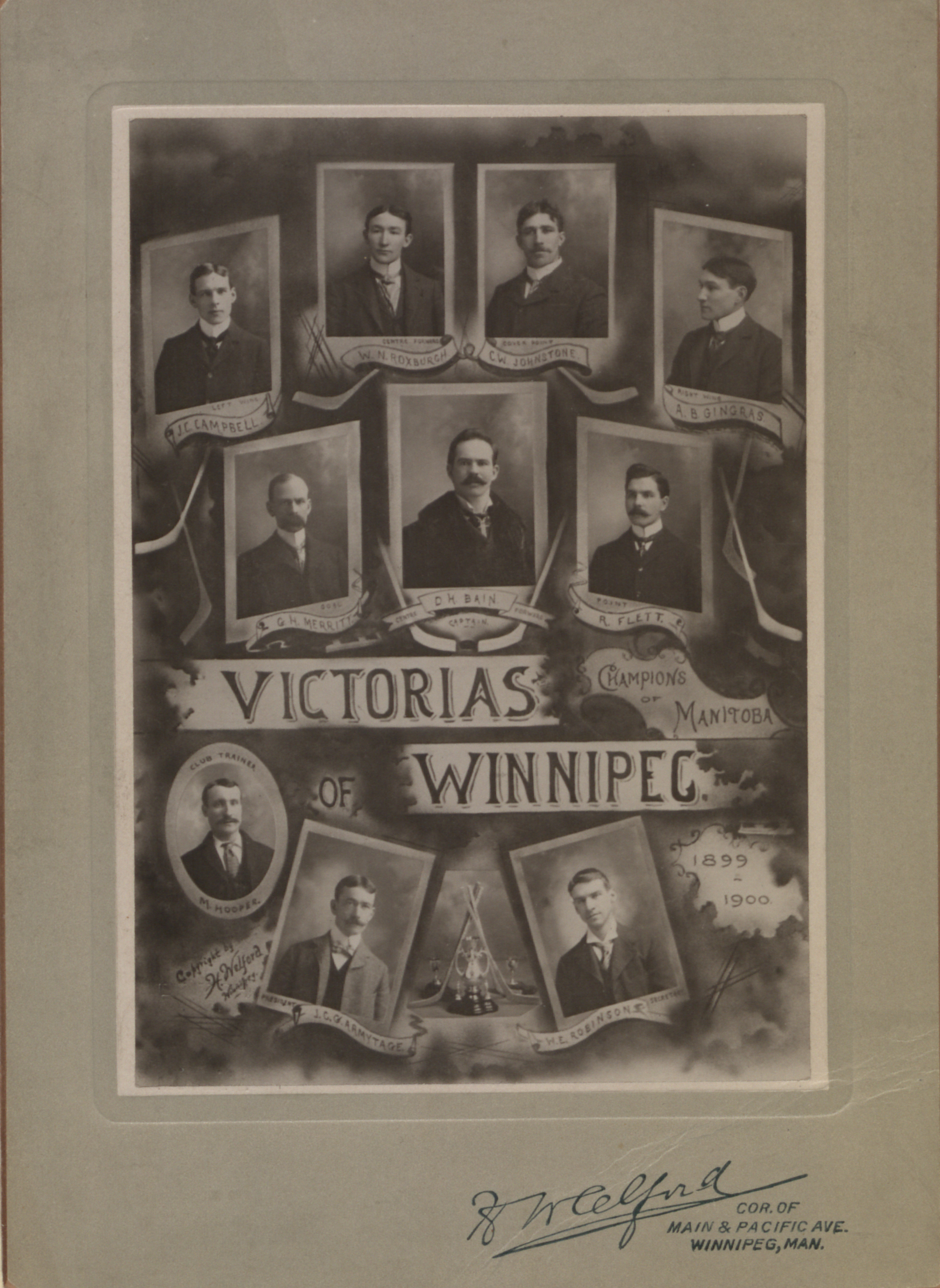
Mistři Manitoby z roku 1900.
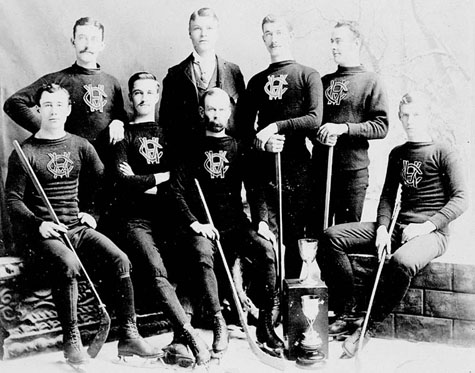
Victorias v sezóně 1892/93.
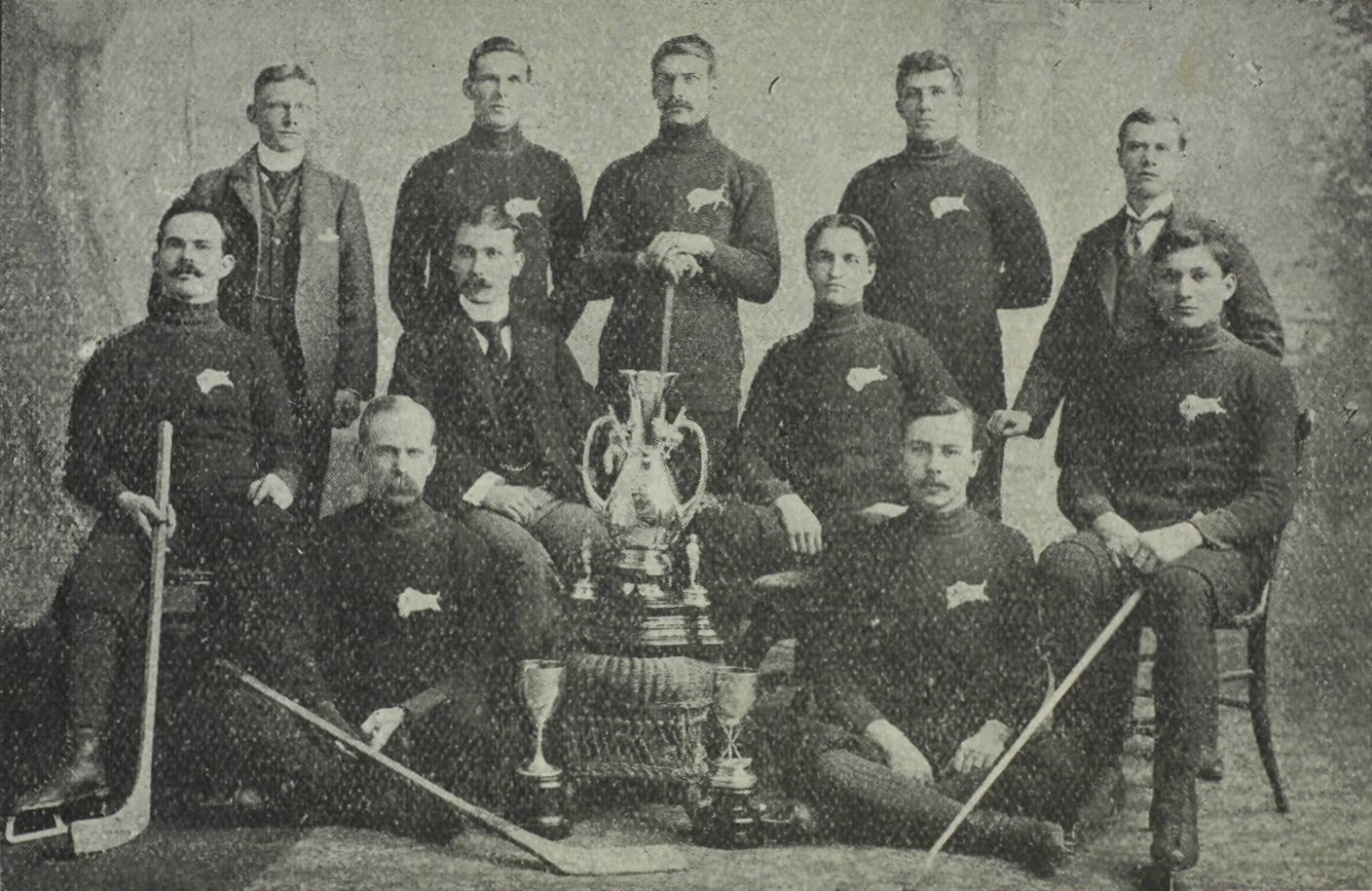
Victorias v roce 1899.
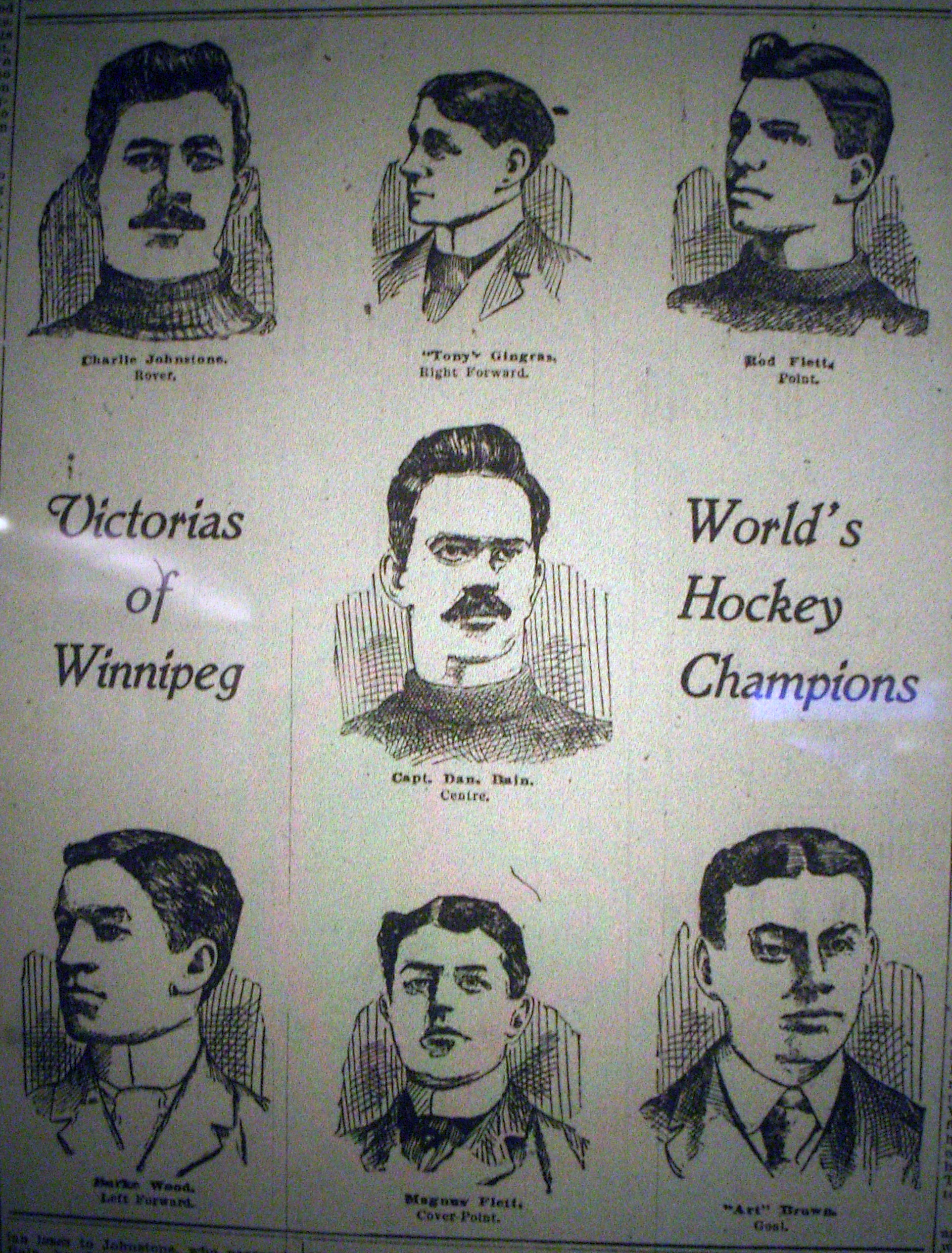
Victorias v roce 1901.